# Du Bois (Illinois)
Du Bois – wieś w Stanach Zjednoczonych, w stanie Illinois, w hrabstwie Washington.